# 京都府道623号本庄浜本庄宇治線
京都府道623号本庄浜本庄宇治線（きょうとふどう623ごう ほんじょうはまほんじょううじせん）は、京都府与謝郡伊根町を通る一般府道である。

## 概要
与謝郡伊根町字本庄浜から与謝郡伊根町字本庄宇治に至る。
与謝郡伊根町本庄地区で完結する路線である。幹線道路である国道178号から浦嶋漁港や本庄浜海水浴場へのアクセスルートとなっている。
なお、起点の与謝郡伊根町本庄浜は地名に本庄を含んでいるが、付近にある漁港の名称は浦嶋漁港である。本庄漁港は別地点に存在するため、混同に注意が必要である。

### 路線データ
- 起点：与謝郡伊根町字本庄浜（浦嶋漁港前）
- 終点：与謝郡伊根町字本庄宇治（浦嶋交差点、国道178号交点）
- 総延長：1.6119 km[2]

## 路線状況
道路幅や周囲の状況について、Google マップの衛星画像によって鮮明な画像が全区間で提供されているため確認できる。

## 地理
丹後半島東側の若狭湾に面している本庄浜から筒川左岸を西に向かい、約1.6 kmで国道178号に達する。

### 通過する自治体
- 京都府
  - 与謝郡伊根町

### 交差する道路
| 交差する道路             | 交差する場所 | 交差する場所      |
| ------------------------ | ------------ | ----------------- |
| 国道178号 国道482号 重複 | 字本庄宇治   | 浦嶋交差点 / 終点 |

### 沿線
自然
- 筒川
- 布引滝

官公庁・公共施設
- 浦嶋漁港

教育
- 伊根町立本庄小学校

神社・仏閣
- 浦嶋神社（宇良神社）
- 來迎寺

余暇・観光
- 本庄浜海水浴場
- 水の江里浦嶋公園